# Giancarlo Flati
Giancarlo Flati (L'Aquila, 11 mai 1953) est un peintre italien, chercheur et écrivain.

## Biographie
Flati est né à L'Aquila, dans la région d'Abruzzo au centre de l'Italie. Sa production artistique commença en 1964.
Depuis 1972 il a fait de l'art et des recherches biomédicales dans plusieurs pays européens (université de l'Aquila, université de Rome La Sapienza, université de Lund et Karolinska Institut en Suède, université de Bergen en Norvège, université de Ulm Marienhospital en Allemagne, Gdańsk en Pologne, Fords, New Jersey aux États-Unis.
Il est peintre et écrivain à L'Aquila, Rome et New Jersey.
Il a participé à des exhibitions dans plusieurs pays européens, dans les institutions culturelles, dans les musées et dans les galeries privées d'art. Des collections privées et publiques de son travail existent en Italie, Suède, Norvège, Danemark,  Allemagne, Pologne, Espagne, Australie et États-Unis.[réf. souhaitée]
Il a travaillé jusqu'en 2009 dans le domaine de la micro-chirurgie et chirurgie générale. Flati a été doctorant en méthodologie scientifique à l'université de Rome La Sapienza. Il est auteur et co-auteur de plusieurs livres et articles scientifiques publiés dans le monde entier sur les domaines de la micro-chirurgie, infertilité masculine, hépato-pancréatique, gastro-intestinal et chirurgie endocrine,,,,,,,.
En 2009, après un tremblement de terre qui a détruit sa ville natale de l'Aquila, Flati a fondé l'association culturelle "Cantiere Aquilano di Cultura Creativa ai Margini della Coscienza", qui est maintenant actif en tant que groupe "think tank" dédié à la connaissance créative avec une attention particulière sur les implications esthétiques du paradigme holographique proposé par Itzhak Bentov, David Bohm et Karl H. Pribram.

## Prix
En 2005, Flati remporté le Michetti-Musée de Prix[Quoi ?].
En 2016, a remporté le couvercle de la concurrence[Quoi ?] pour l'édition de juillet/août du magazine Art & au-Delà.

## Publications
Flati est l'auteur des ouvrages suivants :
- (en) Flati, Gentile et Lenzi, Varicocele ed infertilità maschile, SEU, 2006
- (en) Giancarlo Flati, Giancarlo Flati: Intersezioni del Tempo, Matteo Editore, 2008
- (en) Giancarlo Flati, From Qbits to Time Knots, Nero su Bianco, 2012
- (en) Giancarlo Flati, Il segreto del pendolo di Bentov. Co-Scienza, estetica dell'invisibile e ordini nascosti, Aracne Editrice, 2013
- (en) Giancarlo Flati, Attimi di silenzio, Fondazione Mario Luzi Editore, 2015

Ses travaux ont été publiés dans des livres, des revues et des catalogues :
- (en) Luigina Bortolatto, Monografia "Giancarlo Flati" - Collana Esmeralda, Zanotto Editore Eurocrom Libri, 2004
- (en) Catalogo dell'Arte Moderna n.42, Mondadori, 2006
- (en) Catalogo dell'Arte Moderna n.43, Mondadori, 2007
- (en) Luigina Bortolatto, "Giancarlo Flati" - Collana Esmeralda, Vol IV, Zanotto Editore, 2007
- (en) Catalogo dell'Arte Moderna n.44, Mondadori, 2008
- (en) Luigina Bortolatto, Giancarlo Flati: "Poeta Cosmico", Euroarte XI, 2008
- (en) Avanguardie Artistiche, EA Editore, 2008
- (en) Catalogo dell'Arte Moderna n.45, Mondadori, 2009
- (en) Catalogo dell'Arte Moderna n.46, Mondadori, 2010
- (en) Catalogo dell'Arte Moderna n.47, Mondadori, 2011
- (en) Catalogo dell'Arte Moderna n.48, Mondadori, 2012
- (en) International Contemporary Artists Vol VI, ICA Publishing, 2012
- (en) International Contemporary Masters Vol VI, World Wide Art Books Inc. TM. California, 2012
- (en) Catalogo dell'Arte Moderna n.49, Mondadori, 2013
- (en) ATIM's Top 60 Masters of Contemporary Art, ArtTour International Publications, 2013
- (en) Georgia Szollosi, Hidden Treasure Art Magazine Yearbook 2014, ArtTour International Publications, 2013
- (en) Catalogo dell'Arte Moderna n.50, Mondadori, 2014
- (en) Protagonisti dell'Arte 2014. Dal XIX Secolo ad Oggi, EA Editore, 2014
- (en) Annuario d'Arte Contemporanea, EA Editore, 2014
- (en) Catalogo dell'Arte Moderna n.51 - Gli artisti italiani dal primo Novecento ad oggi, Mondadori, 2015
- (en) Artista dell'Anno 2015, EA Editore, 2015